# Gabrielle van Zuylen
Gabrielle van Zuylen, baronesa van Zuylen van Nyevelt van de Haar, nacida Gabriëlle (Gaby) Andrée Iglesias Velayos y Taliaferro (Perpiñán, 9 de julio de 1933 – París, 3 de julio de 2010) fue una arquitecta del paisaje, diseñadora de jardín y escritora de jardinería francesa. Su nombre figura en la International Best Dressed Hall of Fame List (Lista del Salón internacional de la Fama de las Mejor Vestidas) de 1978.

## Biografía
Nació en el sur de Francia, hija de Andrés Iglesias y Velayos, el cónsul español en Perpiñán, y su esposa Mildred Taliaferro. Van Zuylen creció en los Estados Unidos y estudió en Radcliffe College. Ella lleva el título baronesa van Zuylen como esposa del barón holandés Thierry van Zuylen, desde que se casaron en 1956 en Boston. Aunque se divorciaron en 1987, Gabrielle retuvo el apellido Van Zuylen.
La pareja de Van Zuylen compró la propiedad Haras de Varaville en Normandía en 1964. La propiedad consta de una caballeriza del siglo XVII y ruinas de castillos que se incendiaron en 1937. Pidieron a Peter Harden, un arquitecto estadounidense, que construyera una nueva casa en el estilo moderno. El jardín fue creado y diseñado por el paisajista británico Russell Page, Van Zuylen escribió Les jardins de Russell Page, el libro que trata sobre la influencia de Page en la arquitectura del paisaje, fue nombrado «mejor libro sobre jardines» por la Asociación de Escritores de jardinería de América.
Se convirtió en una especialista de la construcción de jardines y publicó varias obras sobre el tema, particularmente sobre los jardines históricos. La mayoría de sus libros aparecen en francés e inglés, entre otros. Su libro Jardins privés en France, coescrito con Anita Pereire, ganó el Prix de l'Académie française. Van Zuylen describió que el placer es el objetivo principal de un jardín, «El placer, en primer lugar. Los jardines siempre han sido llamados “jardines de placer”. En realidad, hay tres funciones principales del jardín: lo sagrado, el “recinto sagrado” – el lugar bendecido por los dioses; el poder – los grandes jardines de Ciro en Persia fueron maravillosos paraísos, pero también demostraciones magistrales del poder; y finalmente, lo doméstico – los pequeños jardines de ciudad, útiles y populares», explicó ella durante una entrevista con Éditions Gallimard, con motivo de la publicación de Tous les jardins du monde, un libro de bolsillo muy ilustrado que pertenece a la colección «Découvertes Gallimard».
Van Zuylen fue miembro de la Sociedad Internacional de Dendrología, Les Amateurs de Jardins y Chevalier de la Orden del Mérito Agrícola. Ella también era una jardinera.

## Publicaciones
- Con Anita Pereire, Jardins privés en France, 1983
- Con Marina Schinz, Les jardins de Russell Page, 1991
- Tous les jardins du monde, colección «Découvertes Gallimard» (nº 207), serie Culture et société. Éditions Gallimard, 1994, nueva edición en 2013[5]
- Alhambra, un paradis mauresque, Actes Sud, 1999
- Con Gilles de Brissac, Apremont, une folie française, Actes Sud, 2007
- Monet's Garden In Giverny, Five Continents Editions, 2009
- Stourhead: English Arcadia, Vendôme Press